# Pseudomyrmex hesperius
Pseudomyrmex hesperius är en myrart som beskrevs av Ward 1993. Pseudomyrmex hesperius ingår i släktet Pseudomyrmex och familjen myror. Inga underarter finns listade i Catalogue of Life.